# 프레디의 피자가게 (비디오 게임)
《프레디의 피자가게》(Five Nights at Freddy's, 간단히 FNaF)는 스콧 코슨이 개발한 포인트 앤드 클릭 서바이벌 미스터리 호러 비디오 게임이다. "Freddy Fazbear's Pizza"라는 이름의 가상의 피자가게를 배경으로 하며, 플레이어는 야간 경비원으로 행동하여야 한다. 이 게임은 2014년 8월 8일 데수라(Desura)에서 첫 출시되었다. 2014년 8월 18일, 이 게임은 서비스의 크라우드소싱 플랫폼 그린라이트에 의해 승인을 받은 뒤 스팀을 통해서도 출시되었다. 모바일 포팅은 나중에 iOS, 안드로이드용으로 출시되었다.
프레디의 피자가게는 독창성 면에서 비평가들로부터 긍정적인 평가를 받았다.

## 스토리
Five Nights at Freddy's(파이브 나이츠 앳 프레디스/프레디의 피자가게)는 FNaF 1부터 프레디 파즈베어의 피자리아 시뮬레이터까지(FNaF 6)의 모든 게임들이 내용상으로 연결된 스토리 게임이다.
첫번째 작품에서 플레이어는 프레디 파즈베어의 피자(Freddy Fazbear's Pizza)라는 피자가게 체인점의 야간 경비원으로, 오전 12시부터 6시까지 애니매트로닉들의 위협으로부터 살아남으며 가게를 감시하는 일을 맡는다.
이 게임에 나오는 애니매트로닉들(일명 인형 로봇)은 총 5대로, 프레디 파즈베어(Freddy Fazbear), 보니 더 버니(Bonnie the Bunny), 치카 더 치킨(Chica the Chicken), 폭시 더 파이럿(Foxy the Pirate), 골든 프레디(Golden Freddy(환각, 이스터에그))이다.
이 로봇들은 사람을 진짜 사람이 아닌 에니마트로닉스, 즉 로봇 안에 들어있는 내골격이라 생각하여 인간을 죽이려고 한다.
본작의 주인공이자 경비원인 마이크 슈미트(Mike Schmidt)는 프레디 파즈베어의 피자에서 야간 경비 일을 맡게 된 인물인데, 정확하게 밝혀지진 않았지만 흔히 마이클 애프튼(Michael Afton)이라고 추측된다. 마이클은 윌리엄 애프튼의 아들로, 그의 아버지가 저지른 악행을 수습하기 위해 가명을 사용해 취직한 것으로 추정된다.
마이크 슈미트는 6일밤동안 살아남지만, 마지막 밤에서 악취를 이유로 해고당한다.

## 캐릭터
- 프레디 파즈베어 (Freddy Fazbear)

갈색 곰형태의 애니마트로닉스로, 마이크를 들고 있다. 낮엔 보니 보니와 치카 더 치킨과 함께 아이들을 즐겁게 해준다.
- 보니 더 바니 (Bonnie the Bunny)

보라색 토끼 형태의 애니마트로닉스, 빨간색 기타를 들고 있다. 낮엔 프레디 파즈베어와 치카 더 치킨과 함께 아이들을 즐겁게 해준다.
- 치카 더 치킨 (Chica the Chicken)

프레디보다 더 밝은 노란색 애니마트로닉스로, 닭이라기 보다 병아리에 가까운 형태다. 컵케익을 들고 있다. "Let's eat!" 이라고 적힌 턱받이를 하고 있다. 낮엔 프레디 파즈베어, 보니 더 바니와 함께 아이들을 즐겁게 해준다.
- 폭시 더 파이럿 (Foxy the Pirate)

붉은색 여우형태의 애니마트로닉스로, 파이럿이라는 이름답게 오른손엔 손이 아닌 갈고리가 달려있고, 안대 파츠도 눈에 붙어있다. 낮에 아이들을 놀아주는 다른 애니마트로닉스들과는 다르게 낮에 아무것도 하지 않는다. 다른 애니마트로닉스들에 비해 녹이 슬고 낡았다.
- 골든 프레디 (Golden Freddy)

골든 프레디는 이스터에그며 7일밤에 AI 난이도를 1,9,8,7로 설정하면 골든 프레디의 점프스케어가 나오면서 나타난다. 또는 이스터에그로 나타난다.
- 엔도-01 (창고에서 나오고 공격은 하지 않는다.) 이스터에그로 엔도가 cctv를 쳐다보고 있다

## 게임 플레이
경비원인 플레이어는 CCTV를 확인하고 문을 봉쇄하며 12시부터 6시까지(약 4분 30초)그리고 5일 동안 로봇들의 공격을 막아내야 한다.

## 평가
| 리뷰 |            |
| --- | ---------- |
| 통합 점수 통합사 점수 메타크리틱 PC: 78/100 [ 1 ] 평론 점수 평론사 점수 게임 레볼루션 PC: 9/10 [ 2 ] 게임스팟 PC: 8/10 [ 3 ] 게임지보 MOB: [ 4 ] 닌텐도 라이프 NS: [ 5 ] PC 게이머 (US) PC: 80/100 [ 6 ] 터치아케이드 MOB: [ 7 ] |            |
| 통합 점수 |            |
| 통합사 | 점수       |
| 메타크리틱 | PC: 78/100 |
| 평론 점수 |            |
| 평론사 | 점수       |
| 게임 레볼루션 | PC: 9/10   |
| 게임스팟 | PC: 8/10   |
| 게임지보 | MOB:       |
| 닌텐도 라이프 | NS:        |
| PC 게이머 (US) | PC: 80/100 |
| 터치아케이드 | MOB:       |